# Büyükkışla, Çandır
Büyükkışla là một thị trấn thuộc huyện Çandır, tỉnh Yozgat, Thổ Nhĩ Kỳ. Dân số thời điểm năm 2010 là 497 người.